# Stereum ochraceoflavum
Stereum ochraceoflavum är en svampart som först beskrevs av Ludwig David von Schweinitz, och fick sitt nu gällande namn av Pier Andrea Saccardo 1888. Stereum ochraceoflavum ingår i släktet Stereum och familjen Stereaceae.   Inga underarter finns listade i Catalogue of Life.